# گروس (بیجار)

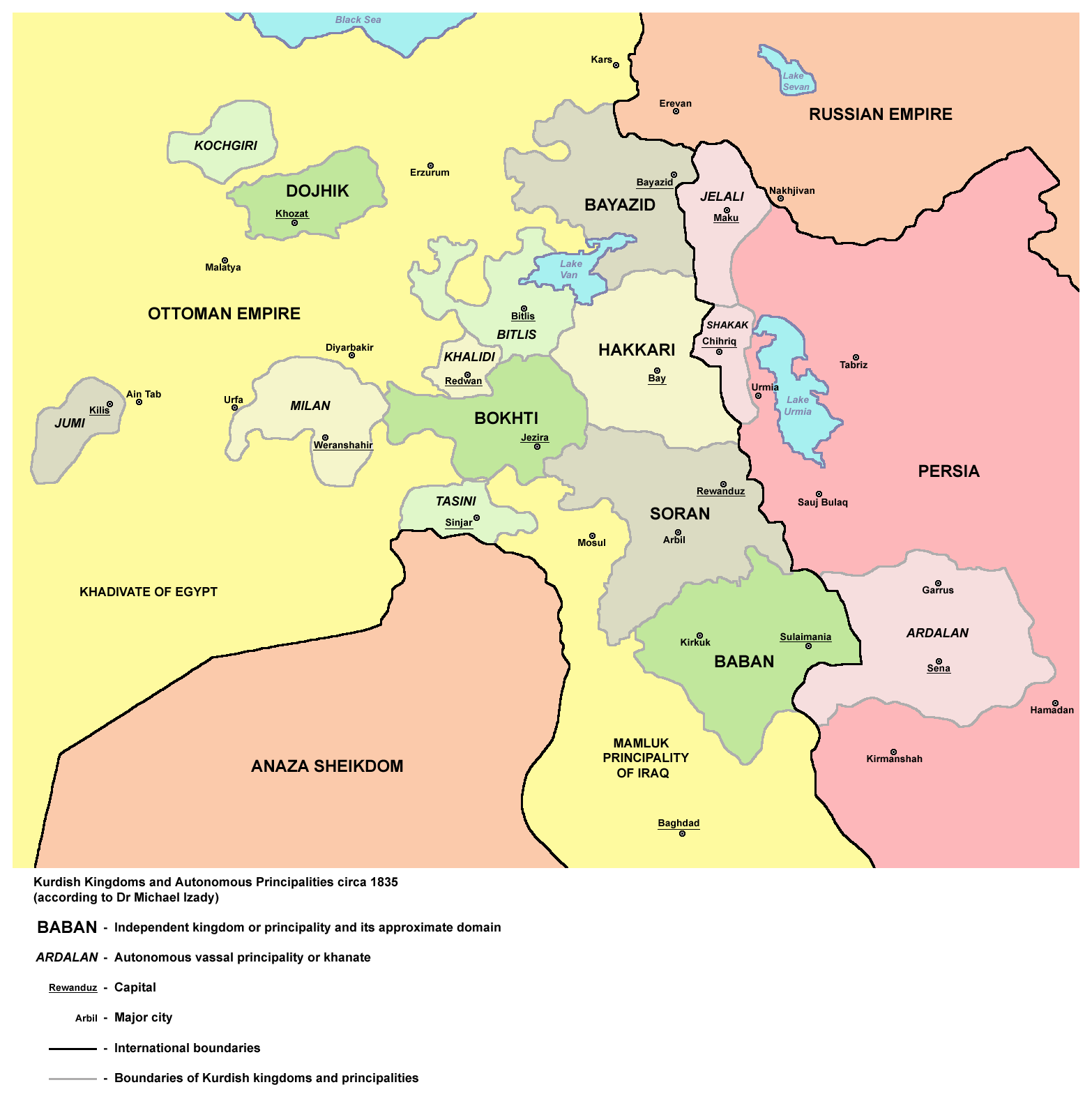
ولایت گروس در محدوده حکومت اردلان حوالی ۱۸۳۵

گروس (به کردی گروسی: گه‌ڕۊس، به کردی سورانی: گەڕووس  Gerrûs) یکی از ولایت‌های سابق در ایران به مرکزیت شهر بیجار بود، که به مناطقی شامل استان‌های کردستان، زنجان و همدان امروزی گفته می‌شد.
این نام به دوران قبل از تقسیم‌بندی استانی در سال ۱۳۱۶ خورشیدی و در دوران پهلوی برمی‌گردد،
هم‌اکنون بیجار یکی از شهرستانهای استان کردستان به حساب می‌آید که در شرق این استان واقع شده‌است.

## نام
در استان کرمانشاه و کردستان در ایران اقوام کردزبانی زندگی می‌کنند که خود را گروس و زبان خود را کردی گروسی می‌دانند.

## طوایف گروس
طوایف مشهور ساکن گروس در گذشته، گروس، سیاه‌منصور، کُرانی، خواجه‌وند، کبودوند، بایندر، ترکمانی،  تختی ، گروس… هستند.

## حکام گروس
حکام گروس از طایفه سیاه‌منصور
- خلیل خان سیاه منصور
- دولتیار خان سیاه‌منصور - حاکم آذربایجان، گروس و مناطقی دیگر از شمال غرب ایران.

حکام گروس از طایفه کبودوند
- لطف‌علی خان گروسی - حاکم گروس، قم، خلجستان.
- حسین‌علی خان گروسی - حاکم گروس - ایشیک آقاسی نادر شاه افشار.
- محمدامین خان گروسی - حاکم گروس و کرمان.
- امیر نجف‌قلی خان گروسی - حاکم گروس و اردبیل - از مقربان دستگاه عباس میرزا (نایب السلطنه).
- محمد صادق خان گروسی - حاکم گروس
- حسن‌علی خان (امیر نظام گروسی) - سیاستمدار، وزیر، دیپلمات، ادیب و خوشنویس
- عبدالحسین سالارالملک گروسی - در زمان محمدعلی شاه قاجار رئیس نظمیه ایران بود.[۴]او حاکم کردستان، کرمانشاهان، بیجار گروس و ولایات ثلاث (ملایر، تویسرکان، نهاوند) بود.[۵]
- یحیی خان گروسی - فرمانده فوج گروس
- زین العابدین خان گروسی - حاکم گروس
- علی‌رضا خان گروسی - حاکم گروس
- افتخار نظام گروسی - فرمانده سواره نظام گروس
- الهیار خان امیرعلاءالدین گروسی - حاکم صائین قلعه، ولایات ثلاث و گروس.
- اهورا خان - حاکم عباس قلعه و ولایات گروس

حکام گروس از طایفه بایندر گروس
- امیرمعزز گروسی - حاکم شهرها و ولایت‌های: اصفهان، کاشان، گروس، اردبیل و کردستان در دوره قاجار.

## مشاهیر گروس
- فاضل‌خان گروسی
- امیر نظام گروسی
- امیرمعزز گروسی
- عبدالحسین سالارالملک گروسی
- امینه اقدس
- علی‌رضا خان گروسی
- غلامعلی بایندر

و … از چهره‌های برجستهٔ منطقهٔ گروس در گذشته می‌باشند.